# Auverland

Logo

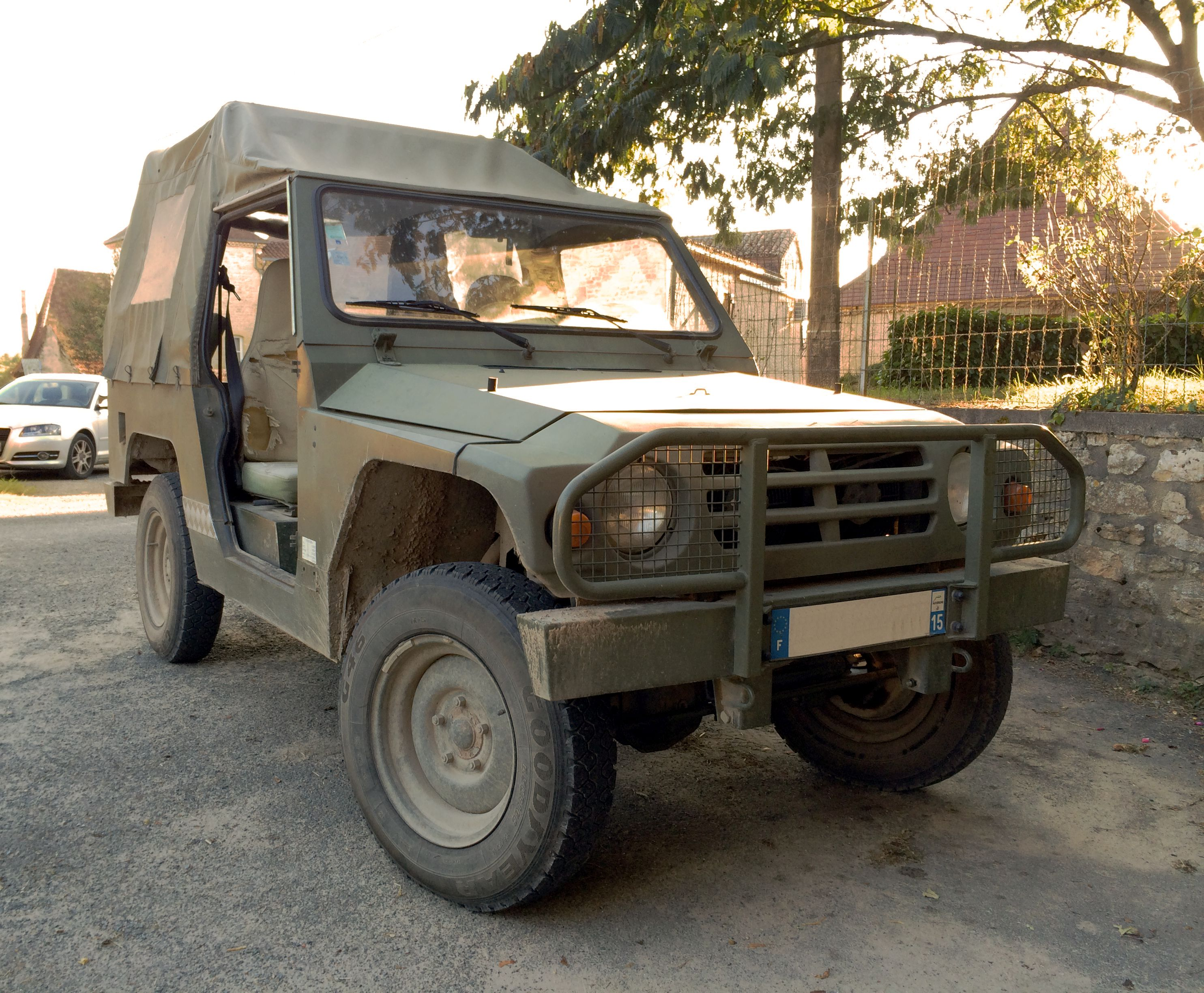
Auverland A3

Auverland (Société Nouvelle des Automobiles Auverlandis) is een Frans automerk van militaire terreinwagens. De auto's worden tot de specialty cars gerekend.